# Luca Vitone
Luca Vitone (Genova, 18 maggio 1964) è un artista italiano, dal 2006 docente di scultura presso la NABA (Nuova Accademia di Belle Arti) di Milano. Vive e lavora a Berlino.

## Biografia
Luca Vitone studia al DAMS di Bologna e nel 1990 si trasferisce a Milano, dove inizia un lungo sodalizio con la Galleria Emi Fontana. Durante gli anni Novanta partecipa a importanti collettive nazionali e internazionali e dal 1994 collabora continuativamente con la Galleria Nagel, ora Nagel Draxler, a Colonia e Berlino. Nel 2000 espone al P.S.1 di New York e presenta al Palazzo delle Esposizioni di Roma Stundàiu, mostra-omaggio alla sua città natale Genova. Al 2006 risale la sua prima retrospettiva itinerante Luca Vitone. Ovunque a casa propria. Überall zu Hause presentata al Casino Luxenbourg, poi nel 2007 all’O.K. Centrum di Linz e infine nel 2008 alla Galleria d’Arte Moderna e Contemporanea di Bergamo. Il 2010 è l’anno d’inizio della collaborazione con la Galleria Pinksummer di Genova e nel 2012 tiene due importanti personali: Monocromo Variationen al Museion di Bolzano e Natura morta con paesaggi e strumenti musicali alla Fondazione Brodbeck di Catania. Nel 2013 ritorna alla Biennale di Venezia, dopo una prima partecipazione nel 2003 e il rifiuto del 2011, esponendo per l’eternità al Padiglione Italia nella mostra Vice Versa curata da Bartolomeo Pietromarchi. Nel 2019 ha curato una mostra digitale di progetti non realizzati di artisti contemporanei all'interno di MoRE. a museum of refused and unrealised art projects, archivio e museo digitale che conserva anche diversi suoi progetti. Dal 2020 Luca Vitone contribuisce alla rivista e collettivo internazionale d'artisti E il topo.

## Attività

### Temi e opere
Il lavoro di Luca Vitone analizza principalmente l’insieme dei meccanismi che legano l’uomo postmoderno, costantemente diviso tra natura e cultura, al suo luogo d’origine e all’ambiente con cui entra in relazione: nelle sue opere, per lo più azioni e installazioni, la memoria personale s’interseca con la storia collettiva e il luogo assume un significato rinnovato perché diventa spazio di un’esperienza antropologica. La cartografia e l’itinerario, la musica, il cibo e il monocromo sono gli strumenti scelti dall’artista per tratteggiare la sua poetica.

#### La cartografia e l'itinerario
La mappa, poiché insieme astratto di segni grafici che non trovano riscontro nella realtà, è per Luca Vitone metafora del rapporto superficiale e inconsistente dell’uomo con il luogo, ormai ridotto a un semplice dato di fatto. In Galleria Pinta del 1988, l’artista riproduce su carta fotocopiata la planimetria in scala 1:1 della Galleria Pinta di Genova e la posa sul pavimento, creando così un’ideale simulazione dello spazio che è reso concreto e reale solo in un secondo tempo dalle impronte dello spettatore che ne testimoniano il suo passaggio. Nel ciclo Carte Atopiche (1988-1992), Vitone cancella i toponimi, riferimento culturale, dalle cartine topografiche eliminando così lo strumento indispensabile per la loro decodificazione. In L’invisibile informa il visibile (1988-2010) le carte geografiche sono montate su plexiglas e installate con la parte stampata verso la parete o il soffitto dello spazio espositivo. Da lontano le opere sembrano monocromi ma man mano che ci si avvicina, s’intravedono le tracce di un territorio che è leggibile a seconda della nostra attenzione e della nostra conoscenza. Lo strumento più adeguato per riappropriarsi dello spazio, per riconoscere e conoscere l’ambiente è, secondo l’artista, l’itinerario. Wide City, opera del 1998, è un percorso guidato attraverso i cambiamenti avvenuti nel tessuto urbano milanese in seguito alle varie ondate migratorie. Lo spettatore, su suggerimento dell’artista, può scegliere di visitare le attività straniere stampate sul retro di mappe della città di Milano lasciate in un modello della Torre Velasca, e può così sperimentare all’esterno dello spazio espositivo, la rilevazione artistica di un fenomeno antropologico. Anche Liberi tutti!, progetto realizzato nel 1996 a Basilea, nel 1997 a Roma e nel 2008 a Carrara, è un itinerario alla scoperta dei luoghi anarchici della città. Vitone identifica, attraverso ricerche d’archivio, i luoghi che nella tre città hanno rappresentato dei punti di riferimento per l’ideale anarchico e li segnala appendendovi la bandiera nera bordata di rosso simbolo dell’anarchia. Un libello, all’interno dello spazio espositivo, riporta tutti gli indirizzi e invita gli spettatori ad andare alla ricerca della storia. Percorso attraverso la storia italiana è invece l’installazione luminosa Souvenir d’Italie (lumières) del 2014, evoluzione di un progetto nato nel 2010 per la personale alla Galleria Michel Rein di Parigi. L’artista, con un’opera piuttosto controversa, ripercorre la drammatica vicenda dell’attentato che ha provocato la strage del 2 agosto 1980 alla Stazione di Bologna, ponendo in via Matteotti, sopra il ponte che attraversa i binari della stazione, una sequenza di tre forme simboliche che viste in prospettiva formano il simbolo massonico della Loggia P2.

#### La musica e il cibo
Il cibo e la musica sono per l’artista due elementi della cultura materiale che meglio definiscono l’identità e la memoria di un popolo. Essi hanno il potere di rievocare paesaggi ed esperienze dimenticate legate alla famiglia, all’infanzia, alla terra d’origine, ma allo stesso tempo creano una relazione semplice e diretta tra culture e persone lontane e diverse. Il recupero della memoria privata e soprattutto collettiva fa sì che lo spettatore instauri una relazione più consapevole con il suo luogo d’appartenenza. In Sonorizzare il luogo, lavoro ideato nel 1989 e più volte rivisitato, Vitone riflette sull’identità del luogo attraverso la catalogazione e la conservazione di brani musicali tradizionali e regionali, affidati esclusivamente alla comunicazione orale e perciò destinati alla sparizione. Inizialmente la sonorizzazione si riferiva esattamente al luogo in cui era presentata, in seguito l’insieme di canti popolari era accompagnato dalla cartina della zona d’origine. L’opera Lo trauc del 1996, realizzata alla Galleria Esca di Nîmes, dà invece avvio a un ciclo di lavori in cui l’artista agisce come un vero archeologo: scava nel terreno alla ricerca della memoria di un popolo e da quello scavo si diffondono brani musicali appartenenti alla tradizione locale. In Lo trauc dallo scavo proviene una voce che narra una fiaba popolare in occitano; in Feuillies, lavoro eseguito nel 1999 a Villa Medici, emergono brani di musica colta dei pensionnaires dell’Accademia di Francia intercalati da canzoni della tradizione popolare laziale; in Hole del 2000 al P.S.1 di New York, risalgono in superficie frammenti di musica del popolo Lenape e stralci di motivi olandesi del XVII secolo. Dal 2000, con Stundàiu, Vitone si dedica anche alla diffusione del trallalero, musica per solo voci della tradizione genovese. Nelle opere dell’artista la musica convive spesso con il cibo. Così in Der unbestimmte Ort del 1994 il banchetto, organizzata dalle signore della comunità rom di Colonia, è accompagnata dalle loro musiche tradizionali suonate dal vivo. Il cibo è invece protagonista in Pratica del luogo, 1992-1993, una sorta di happening in cui sono esposte e offerte al pubblico le specialità gastronomiche della regione d’esposizione. Con Prêt à porter del 2004 Vitone si occupa di “cibo di strada”, tramite una mappatura dei luoghi più significativi presenti sul territorio italiano.

#### Il monocromo
Il monocromo non rappresenta per l’artista solo l’occasione di una riflessione sulla pittura e il ritorno allo spazio finito della tela, ma anche lo strumento attraverso il quale un luogo si racconta. Nel 2004 Vitone progetta Finestre, un lavoro costituito da sette grandi acquerelli su carta, realizzati con la polvere raccolta alla Stecca degli Artigiani di Milano, un'ex fabbrica di proprietà comunale. Vitone rivela l’essenza di quello spazio attraverso la sua polvere, un materiale scomodo, labile e allo stesso tempo ineliminabile che trattiene le tracce della memoria e le lega alla storia presente. I monocromi Io Roma del 2005 consistono nell’autoritratto di una città. L’artista espone delle tele bianche di lino in vari punti della città e le lascia in balia degli agenti atmosferici. Così è il luogo, Roma, a parlare di sé, a rappresentarsi, a identificarsi e soprattutto a fare da indice di un tempo inteso sia in senso atmosferico che cronologico. Le ceneri di Milano del 2007, realizzate con la polvere di un termovalorizzatore milanese, ritraggono un luogo attraverso ciò che rimane della nostra quotidianità e della nostra vita. Soggetto di Rogo, il monocromo esposto alla personale al Museion del 2011, è invece il fuoco che brucia all’interno del termovalorizzatore di Bolzano. In quest’occasione Vitone trascende i limiti della tela mediante la pellicola cinematografica: il fuoco è animato, va oltre il supporto materiale. Così come fa per l’eternità, l’opera presentata dall’artista alla Biennale di Venezia del 2013. Per l’eternità è un “monocromo” o meglio una scultura olfattiva che non si può né vedere, né toccare, ma solo respirare. La dolorosa vicenda dell’eternit di Casale Monferrato è presentata al pubblico attraverso un profumo al rabarbaro che riempie la stanza e che da dolciastro diventa aspro e amaro, lasciando nello spettatore una sensazione di profondo fastidio fisico. Se per l’eternità è legata a una denuncia sociale, Imperium è la scultura olfattiva che diffonde l’ideologia del potere, all’inizio piacevole e poi sgradevole e nauseante.
Come il monocromo di polvere, pur utilizzando il supporto tipico della pittura tradizionale, ne mette in discussione il suo statuto poiché il pigmento pittorico, la polvere, è un agente nocivo per la tela; così la scultura olfattiva mette in dubbio lo statuto della scultura essendo invisibile e non occupando alcuno spazio.

## Opere
- Franco La Cecla, Luca Vitone, Non è cosa. Vita affettiva degli oggetti, Milano, Elèuthera, 1998, ISBN 88-85861-92-X.
- Maria Grazia Tolomeo (a cura di), Luca Vitone. Stundàiu, Roma, Castelvecchi, 2000, ISBN 88-8210-243-2.
- Luca Vitone, Sound paths, Parigi, Onestar Press, 2002 ISBN 88-8210-243-2.
- Stefano Chiodi, Una sensibile differenza. Conversazioni con artisti italiani di oggi, Roma, Fazi Editore, 2006 ISBN 88-8112-749-0.
- Luca Vitone. Ovunque a casa propria. Überall zu Hause. At home everywhere, Bolzano, Folio Verlag, 2006 ISBN 88-86857-73-X.
- Giorgio Verzotti (a cura di), Luca Vitone. Gli occhi di Segantini, Milano, Skira, 2007, ISBN 978-88-6130-360-7.
- Luca Vitone. Ultimo viaggio, Roma, Luca Vitone & Nomas Foundation, 2009.
- Luca Vitone. Presente materiale, Museion, Bolzano, Fondazione Brodbeck, Catania, Mousse Publishing, Milano, 2012, ISBN 978-88-6749-019-6.
- Bartolomeo Pietromarchi (a cura di), Vice versa, Mousse Publishing, Milano, 2013, pp. 104–111, ISBN 978-88-6749-015-8.
- Marius Babias, Eva Scharrer e Luca Vitone, Luca Vitone. Imperium, n.b.k, Berlino, 2014; ISBN 978-3-89424-982-3.
- Heiser Jörg, Berlin 192010, Galleria de' Foscherari, Bologna, 2016.
- Luca Vitone, Effemeride Prini, Quodlibet, Macerata, 2016, ISBN 978-88-7462-847-6.
- AA.VV., No, Neon, No cry, Edizioni MAMbo, Bologna, 2022, ISBN 978-88-96296-51-6[28].